# Pyxine cylindrica
Pyxine cylindrica är en lavart som beskrevs av Kashiw. Pyxine cylindrica ingår i släktet Pyxine och familjen Physciaceae.   Inga underarter finns listade i Catalogue of Life.